# Star Wars Battlefront: Elite Squadron
Star Wars Battlefront: Elite Squadron é um jogo eletrônico de tiro em terceira pessoa desenvolvido pela Rebellion Developments para PlayStation Portable e pela N-Space para Nintendo DS, publicado em 2009 pela Lucas Arts.
O jogo permite combates a pé, em veículos ou em naves, também é possível jogar com heróis da série.